# Litotrypsja
Litotrypsja, ESWL (z ang. extracorporeal shock wave lithotripsy) – zabieg urologiczny polegający na skruszeniu kamienia w pęcherzu moczowym, moczowodzie lub nerce.
Urządzeniem terapeutycznym jest litotryptor, generujący fale ultradźwiękowe prowadzące do wytworzenia fali uderzeniowej i rozkruszenia złogów, których fragmenty wydalane są z moczem drogą naturalną.

## Zastosowanie nieurologiczne
Za pomocą fali uderzeniowej można też kruszyć kamienie śliniankowe, żółciowe, a także leczyć takie schorzenia jak łokieć tenisisty, zespół bolesnego barku z odkładającymi się złogami wapniowymi w ścięgnach mięśni w stawie barkowym czy ostrogi piętowe.